# Поццато, Филиппо
Филиппо Поццато (итал. Filippo Pozzato; род. 10 сентября 1981, Сандриго, Венеция) — итальянский профессиональный шоссейный велогонщик. В 2006 году стал победителем знаменитой гонки Милан — Сан-Ремо. Выигрывал этапы на гонках Джиро д’Италия, Тур де Франс и Вуэльта.

## Достижения
1998
Чемпионат мира
2-й  — Групповая гонка (юниоры)
3-й  — Индивидуальная гонка (юниоры)
2-й  Чемпионат мира по трековому велоспорту среди юниоров — Командная гонка преследования
1999
3-й  Чемпионат мира по трековому велоспорту среди юниоров — Командная гонка преследования
2002
1-й  Вуэльта Кубы — Генеральная классификация
1-й — Этап 11а
1-й — Пролог, Этапы 2, 3 и 5 Тур Нормандии
1-й — Этапы 4 и 7 Тур Словении
1-й — Этапы 1 и 5 Тур де л’Авенир
1-й Дуо Норман (вместе с Евгением Петровым)
1-й Tour du Lac Léman
1-й — Пролог Ytong Bohemia Tour
2-й Чемпионат Италии — Индивидуальная гонка
2003
1-й  Тиррено — Адриатико — Генеральная классификация
1-й — Этап 2
1-й Трофей Лайгуэльи
1-й Трофей Маттеотти
2-й Чемпионат Италии — Групповая гонка
2004
1-й — Этап 7 Тур де Франс
1-й Трофей Лайгуэльи
2005
1-й HEW Cyclassics
1-й — Этап 2 Тур Германии
2-й Чемпионат Италии — Групповая гонка
2006
1-й Милан — Сан-Ремо
1-й — Этап 3 Тур Британии
2007
1-й — Этап 5 Тур де Франс
1-й Omloop Het Volk
1-й Тур дю От-Вар
1-й Трофей Маттеотти
1-й Gran Premio Industria e Commercio di Prato
1-й — Этап 6 Тур Польши
2008
1-й  Giro della Provincia di Grosseto — Генеральная классификация
1-й — Этап 1
1-й — Этап 1 (КГ) Вуэльта Испании
3-й Чемпионат Италии — Групповая гонка
2-й Милан — Сан-Ремо
6-й Тур Фландрии
2009
1-й  Чемпион Италии — Групповая гонка
1-й E3 Харелбеке
1-й — Этап 1 Три дня Де-Панне
1-й Джиро дель Венето
1-й Мемориал Чимурри
2-й Париж — Рубе
2-й Трофей Лайгуэльи
4-й Париж — Тур
5-й Тур Фландрии
2010
1-й — Этап 12 Джиро д’Италия
4-й Чемпионат мира — Групповая гонка
7-й Париж — Рубе
2011
1-й Гран-при Бруно Бегелли
5-й Милан — Сан-Ремо
2012
1-й Гран-при Индустрия и Артиджанато ди Ларчано
2-й Тур Фландрии
6-й Милан — Сан-Ремо
2013
1-й Трофей Лайгуэльи
1-й Кубок Уго Агостони
1-й Гран-при Уэс Франс
2-й Рома Максима
2-й Кубок Бернокки
3-й Gran Premio della Costa Etruschi
5-й Гран-при Монреаля
2014
3-й Три варезенские долины
2016
2-й Гран-при Бруно Бегелли
3-й Чемпионат Италии — Групповая гонка
4-й Дварс дор Фландерен
7-й Джиро ди Тоскана — Генеральная классификация
8-й Милан — Сан-Ремо
9-й Джиро дель Пьемонте
2017
8-й Тур Фландрии

## Статистика выступлений наГранд-турах

### Гранд-туры
| Гонка           | 2004 | 2005 | 2006 | 2007 | 2008 | 2009 | 2010 | 2011 | 2012 | 2013 | 2014 | 2015 | 2016 | 2017 |
| --------------- | ---- | ---- | ---- | ---- | ---- | ---- | ---- | ---- | ---- | ---- | ---- | ---- | ---- | ---- |
| Джиро д'Италия  | —    | 84   | —    | —    | —    | НФ   | 45   | —    | НФ   | 120  | —    | —    | 115  | 104  |
| Тур де Франс    | 116  | —    | 133  | НФ   | 67   | 100  | —    | —    | —    | —    | —    | —    | —    | —    |
| Вуэльта Испании | —    | —    | —    | —    | НФ   | —    | НФ   | —    | —    | —    | НФ   | —    | —    | —    |

| —  | Не участвовал  |
| НФ | Не финишировал |

## Рейтинги
| Год                      | 2003 | 2004 | 2005 | 2006 | 2007 | 2008 | 2009 | 2010 | 2011 | 2012  | 2013 | 2014  | 2015  | 2016  | 2017  | 2018   |
| ------------------------ | ---- | ---- | ---- | ---- | ---- | ---- | ---- | ---- | ---- | ----- | ---- | ----- | ----- | ----- | ----- | ------ |
| Мировой рейтинг FICP/UCI | 44-й | -    |      |      |      |      |      |      |      |       |      |       |       |       |       |        |
| ПроТур UCI               |      |      | 54-й | 19-й | 65-й | 60-й |      |      |      |       |      |       |       |       |       |        |
| Мировой календарь UCI    |      |      |      |      |      |      | 30-й | 80-й |      |       |      |       |       |       |       |        |
| Мировой тур UCI          |      |      |      |      |      |      |      |      | 86-й |       | 47-й | 177-й | 213-й | -     | -     | -      |
| Мировой рейтинг UCI      |      |      |      |      |      |      |      |      |      |       |      |       |       | 107-й | 375-й | 1666-й |
| Европейский тур UCI      |      |      |      |      |      |      |      |      |      | 146-й |      |       |       | 38-й  | 666-й | 2152-й |
| Азиатский тур UCI        |      |      |      |      |      |      |      |      |      | -     |      |       |       | 607-й | 282-й | 311-й  |
|                          |      |      |      |      |      |      |      |      |      |       |      |       |       |       |       |        |
| Источник: UCI            |      |      |      |      |      |      |      |      |      |       |      |       |       |       |       |        |